# Laurent Lafforgue
Pour les articles homonymes, voir Lafforgue.
Laurent Lafforgue est un mathématicien français, né le 6 novembre 1966 à Antony. Il a reçu la médaille Fields en 2002 pour avoir démontré une partie des conjectures de Langlands.

## Biographie

### Formation
En 1984 et 1985, Laurent Lafforgue participe aux Olympiades internationales de mathématiques, et reçoit une médaille d'argent les deux années. En 1983, il décroche le premier accessit au Concours général de version latine. En 1984, il remporte le premier prix au Concours général de mathématiques,.
Ancien élève de l'École normale supérieure — promotion S 1986 —, il soutient une thèse sous la direction de Gérard Laumon dans l'équipe d'arithmétique et géométrie algébrique du laboratoire de mathématiques d'Orsay de l'université Paris-Sud (Paris XI).

### Carrière
Dans ce même laboratoire, il travaille alors comme chargé de recherches, puis devient directeur de recherches au CNRS.
En 2000, il devient professeur de mathématiques à l'Institut des hautes études scientifiques (IHÉS) de Bures-sur-Yvette. En 2019 est créée la "chaire Huawei de géométrie algébrique", dont il est le premier occupant. Il démissionne le 1er septembre 2021 pour rejoindre Huawei Technologies France, où il travaille depuis pour appliquer la théorie des topos à l'intelligence artificielle,.

#### Médaille Fields
En 2002, il reçoit, avec Vladimir Voevodsky, la médaille Fields au cours du 24e congrès international des mathématiciens qui se déroule à Pékin. Il est récompensé pour sa contribution exceptionnelle dans les domaines de la théorie des nombres et de la géométrie algébrique, en démontrant une partie des conjectures de Langlands.
Le mathématicien ukrainien Vladimir Drinfeld a établi le cas du groupe linéaire en deux variables sur les corps de fonctions des courbes en caractéristique positive. Généralisant la méthode de Drinfeld, Laurent Lafforgue démontre le cas des groupes linéaires en un nombre quelconque de variables sur ces mêmes corps de fonctions.
Laurent Lafforgue est membre de l'Académie des sciences, section mathématiques, depuis le 18 novembre 2003.

### Autres activités
En 2004, il commence à s'intéresser au système éducatif français et se rapproche du collectif Sauver les lettres. Il cosigne avec Alain Connes et d'autres scientifiques le texte « Les savoirs fondamentaux au service de l’avenir scientifique et technique : comment les réenseigner », où ils expriment leur point de vue sur l'enseignement des mathématiques et du français à l'école primaire.
Nommé membre du Haut Conseil de l'éducation (HCE) — alors instauré par la loi Fillon — par le président de la République de l’époque, Jacques Chirac, il en démissionne à la demande du président du HCE au lendemain de la première réunion de travail le 21 novembre 2005. Selon Laurent Lafforgue, le motif invoqué aurait été le contenu virulent d'un courriel où il exposait ses réticences concernant la qualification des experts du ministère de l'Éducation nationale nommés pour mener à bien le travail du HCE. Il est remplacé le 2 mars 2006 par Antoine Compagnon, universitaire et historien de la littérature — et ancien élève de l'École polytechnique.
Il écrit avec Liliane Lurçat un livre intitulé La Débâcle de l'école — publié par les éditions François-Xavier de Guibert en 2007 — et donne de nombreuses interviews et conférences sur l'éducation.

### Divers
Il est invité d'honneur de l’Oulipo en 2005.
En 2024, il déclare qu'il est « plein d'admiration pour Huawei », qui subirait une campagne de critiques venant des États-Unis.

### Famille et vie personnelle
Fils de deux ingénieurs du CEA, Laurent Lafforgue a deux frères, Thomas (cadet) qui est professeur en deuxième année (PC*) de classe préparatoire aux grandes écoles au lycée Louis-le-Grand et Vincent (benjamin), mathématicien et directeur de recherche CNRS à l'Institut de mathématiques de Jussieu – Paris Rive Gauche (IMJ-PRG).
Il est un fervent catholique et n'a jamais été marié. Il s'est opposé au mariage homosexuel et à l'homoparentalité en France, et a apporté son soutien au mouvement « Les Veilleurs ».

### Décoration
- Officier de la Légion d'honneur (2014)[12]

## Engagements
Laurent Lafforgue s'est engagé vigoureusement pour la promotion d'un enseignement classique à l'école. Il dénonce le « reniement par l'école de ses principes » et promeut l'enseignement laïque et républicain, qui est pour lui un héritier des écoles chrétiennes, et dont il est issu, ainsi que ses parents et ses frères.
Il a contribué[réf. souhaitée] aux activités de la Fondation Lettres et Sciences, créée en 2014 par Philippe Nemo et abritée par la Fondation pour l'école, qui a pour but de soutenir la formation des professeurs de lettres et de sciences.
Dans ce cadre, il a cofondé en 2016 l’École professorale de Paris, établissement privé de formation des enseignants,, où il enseigne les mathématiques.
Il a encouragé la réédition du Gaffiot dans une version corrigée et augmentée en 2016,.

## Distinctions
- Cours et prix Peccot (1995)
- Médaille de bronze du CNRS (1998)[20]
- Clay Research Award (2000)[21]
- Grand prix Jacques-Herbrand (2001)
- Médaille Fields (2002)